# 摯愛 (美聲少年歌曲)
摯愛是意大利歌劇流行三人組美聲少年的歌曲，由弗朗切斯科·波西亚（Francesco Boccia）、希罗·埃斯珀斯托（Ciro Esposito）創作，塞爾索·瓦利和米歇爾·托培迪内共同製作。單曲於2015年2月12日透過義大利索尼音樂發行，收錄在專輯《最愛情歌選》和《摯愛無盡》。〈摯愛〉代表意大利參加在奧地利維也納舉辦的2015年歐洲歌唱大賽，最終以292分排名第三。
歌曲首周空降義大利單曲榜冠軍，年度排行34名，獲頒意大利音乐产业联盟雙白金唱片認證。

## 製作與發行
摯愛由弗朗切斯科·波西亚（Francesco Boccia）、希罗·埃斯珀斯托（Ciro Esposito）創作，塞爾索·瓦利和米歇爾·托培迪内共同製作。這是首歌劇流行歌曲，美聲少年用義大利語唱著無與倫比的偉大愛情。
弗朗切斯科·波西亚於2003年創作本作，為配合美聲少年，波西亚修改了過於年代感的歌詞。歌曲時長3分46秒，為配合比賽規定，組合將歌曲縮減至3分1秒。摯愛於2015年2月12日透過義大利索尼音樂發行。同一天，拉丁索尼音樂發行了西班牙語版，在2022年5月11日，義大利索尼音樂發行英語版歌曲，並改名為。

## 歐洲歌唱大賽

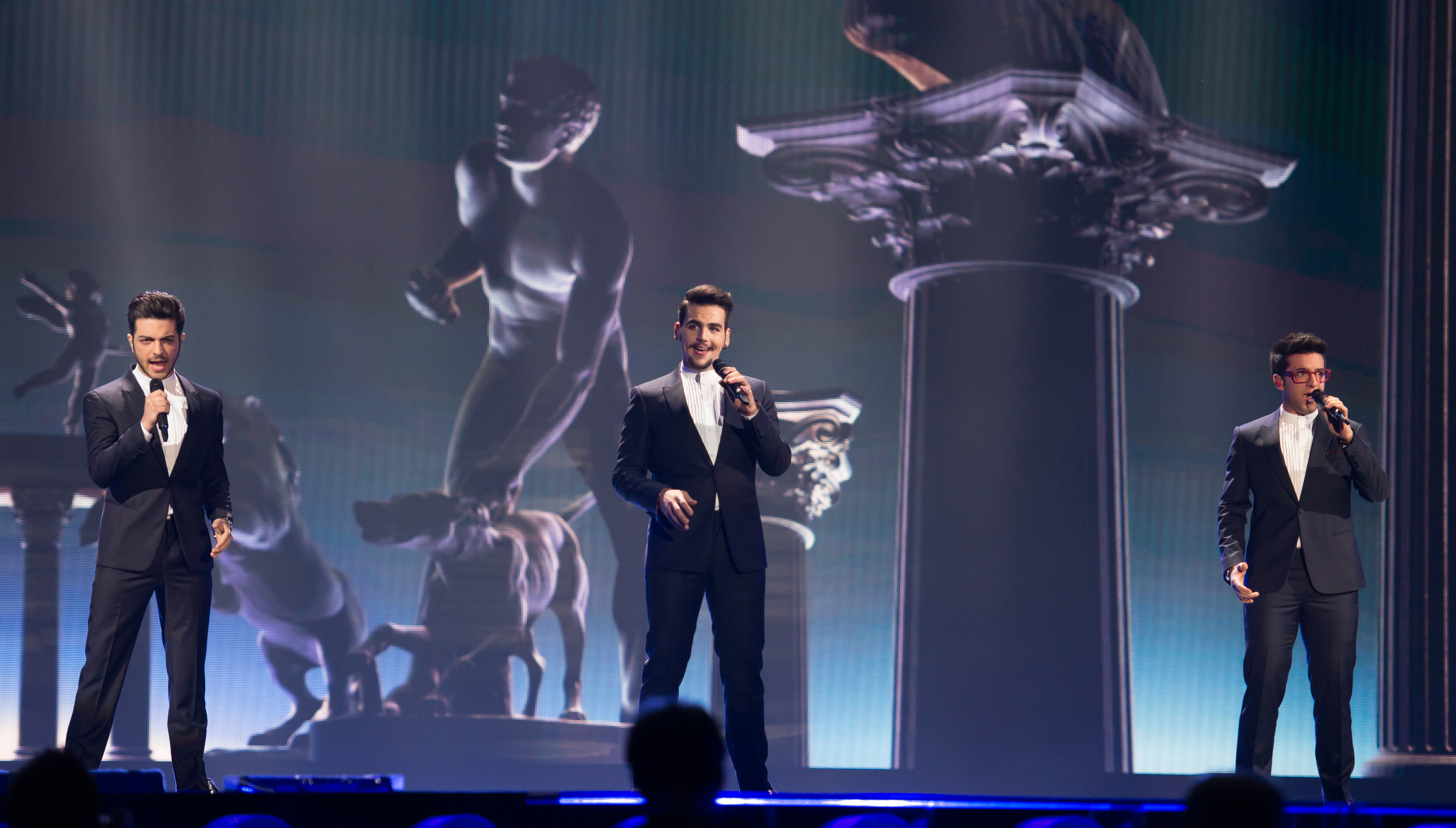
美聲少年在2015年歐洲歌唱大賽

自1956年義大利首次參賽以來，聖雷莫音樂節就與歐洲歌唱大賽關係密切。根據2015年聖雷莫音樂節的比賽規定，獲勝者將有權代表義大利參加2015年歐洲歌唱大賽。本屆聖雷莫音樂節於2022年2月10日至14日舉行，在14日最後一輪比賽，摯愛獲得39%選票，擊敗（35%）和玛丽卡·阿亚内的（26%），成為2015年聖雷莫音樂節冠軍。聖雷莫音樂節結束後，意大利广播电视公司宣佈美聲少年將代表義大利參賽，並在維也納演唱他們的冠軍作品摯愛。
本屆歐洲歌唱大賽於奥地利維也納维也纳体育馆舉行，由於義大利為「五大國」，不須參與半決賽直接晉級，決賽於2022年5月23日舉行，美聲少年被安排在最後演出。
三人穿著亞曼尼的特製西裝在舞台上演出，背景的LED螢幕投影著羅馬石柱和雕像圖形，陣陣濃煙隨著合唱出現，越到後面，舞台的燈光和顏色就越強烈。決賽當天摯愛以292分獲得季軍。憑藉其優異表現，美聲少年獲頒馬塞爾·貝桑松獎「新聞獎」。2022年欧洲歌唱大赛由義大利舉辦，美聲少年受邀參與演出，他們在第二場半決賽演唱了2015年的參賽曲目摯愛。

## 專業評價
英國《衛報》記者贝拉·克维斯特（Bella Qvist）稱本作有望得冠，尤其是任何喜歡洗澡唱歌的人，以及喜愛華麗義大利人的傢伙而言。《獨立報》的基蘭·穆德利（Kiran Moodley）則稱這是三位帥氣小伙唱著不錯的歌劇流行。而來自《英國》的考希克·雷（Kaushik Ray）則將美聲少年比作那不勒斯冰淇淋，認為這首充斥廉價、過時感的流行音樂不該也沒資格奪冠，但考慮到歐洲人的品味，這很難說。
德國《明鏡》的安雅·鲁特兹（Anja Rützel）形容作品就像義大利餃，毫無意外且過於平淡。同樣來自《明鏡》的菲利克斯·拜爾（Felix Bayer）則說組合有著壓倒性的唱歌優勢，他們在陳腔濫調的歌詞與戲劇化演出取得平衡，雖然不夠創新但效果十足。《南德意志報》稱摯愛對比賽來說過於「偉大」，太感性、太悲傷、太空洞。Wiwibloggs根據內部評審團評價給予歌曲7.31/10分，評審團認為歌曲簡約又宏偉，感性且浪漫，正是大家對美聲少年的期望。在2010年代的評選中，本作分數上升至7.75/10分，評審團評價歌曲老套、演出差勁，但三人的歌聲簡直完美無缺，以至於觀眾過於震撼而忽略了這些問題。

## 曲目列表
| 義大利語版 | 義大利語版   | 義大利語版 |
| 曲序       | 曲目         | 时长       |
| ---------- | ------------ | ---------- |
| 1.         | Grande amore | 3:46       |

| 歐洲歌唱大賽版 | 歐洲歌唱大賽版                     | 歐洲歌唱大賽版 |
| 曲序           | 曲目                               | 时长           |
| -------------- | ---------------------------------- | -------------- |
| 1.             | Grande amore（Eurovision Version） | 3:01           |

| 西班牙語版 | 西班牙語版                      | 西班牙語版 |
| 曲序       | 曲目                            | 时长       |
| ---------- | ------------------------------- | ---------- |
| 1.         | Grande amore（Spanish Version） | 3:43       |

| 英語版 | 英語版                                | 英語版 |
| 曲序   | 曲目                                  | 时长   |
| ------ | ------------------------------------- | ------ |
| 1.     | You Are My Everything（Grande Amore） | 3:50   |

## 參與名單
義大利語
- 美聲少年 – 聯合演出、主藝人
- 弗朗切斯科·波西亚（Francesco Boccia） – 作詞
- 希罗·埃斯珀斯托（Ciro Esposito） – 作曲

西班牙語
- 美聲少年 – 聯合演出、主藝人
- 弗朗切斯科·波西亚 – 作詞
- 塞爾索·瓦利（英语：Celso Valli） – 鍵盤、其他、鋼琴、製作人
- 希罗·埃斯珀斯托 – 作曲
- 保罗·瓦利（Paolo Valli） – 鼓
- 瑟瑟尔·基奥多（Cesare Chiodo） – 貝斯
- 何塞·路易斯·帕甘（Jose Luis Pagan） – 轉接器
- 马蒂亚·特德斯科（Mattia Tedesco） – 原聲吉他、電吉他
- 斯特凡诺·布索里（Stefano Bussoli） – 定音鼓
- – 其他
- 瓦伦蒂诺·科维诺（Valentino Corvino） – 樂隊首席
- 米歇爾·托培迪内（英语：Michele Torpedine） – 製作人
- 马可·博萨蒂（Marco Borsatti） – 工程師、母帶工程、混音工程、錄音工程
- 乔达诺·马兹（Giordano Mazzi） – 編輯、編程
- 恩里科·卡帕尔博（Enrico Capalbo） – 錄音工程
- 罗伯托·巴蒂卢奇（Roberto Bartilucci） – 錄音工程
- 加布里埃萊·羅基（Gabriele Rocchi） – 錄音工程
- 西蒙尼·皮拉佐利（Simone Pirazzoli） – 錄音工程
- 克勞迪奧·阿達莫（Claudio Adamo） – 助理工程
- 毛利齐奥·比安卡尼（MAURIZIO BIANCANI） – 母帶工程
- 瓦伦蒂娜·波利奇（Valentina Policci） – 助理製作
- 伊莎貝爾·達赫蘇斯（Isabel De Jesús） – 、藝術總監
- 西蒙尼·切凱蒂（英语：Simone Cecchetti） – 攝影師

## 排行和銷量認證
| 排行榜（2015年）                       | 排名 |
| -------------------------------------- | ---- |
| 奧地利（Ö3四十強單曲榜）               | 5    |
| 比利时佛兰德（Ultratop五十強單曲榜）   | 50   |
| 比利時瓦隆（Ultratop五十強單曲榜）     | 42   |
| 芬蘭（芬蘭官方單曲榜）                 | 25   |
| 法國（法國唱片出版業公會單曲榜）       | 145  |
| 德國（德國官方榜單）                   | 54   |
| 希臘（《告示牌》Greece Digital Songs） | 1    |
| 冰島（Tonlist）                        | 4    |
| 冰島（RÚV）                            | 7    |
| 意大利（意大利音乐产业联盟）           | 1    |
| 瑞典（瑞典每周熱歌榜）                 | 1    |
| 瑞士（瑞士热门音乐榜）                 | 19   |

| 排行榜（2015年）             | 排名 |
| ---------------------------- | ---- |
| 意大利（意大利音乐产业联盟） | 34   |

| 國家或地區                   | 認證    | 認證單位/銷量 |
| ---------------------------- | ------- | ------------- |
| 義大利（意大利音乐产业联盟） | 2× 白金 | 100,000‡      |
| ‡僅含認證的串流媒體+實際銷量 |         |               |

## 外部連結
- YouTube上的美聲少年在決賽的演出